# Davide Torosantucci
Davide Torosantucci (* 3. November 1981 in Lanciano) ist ein ehemaliger italienischer Radrennfahrer, der im Straßenradsport aktiv war.

## Sportlicher Werdegang
Davide Torosantucci trat erstmals in der Saison 2002 international in Erscheinung, von 2005 bis 2011 war er Mitglied mehrerer UCI Continental Teams. 2003 wurde er jeweils Dritter bei den italienischen Eintagesrennen Gran Premio Capodarco, Gara Ciclistica Milionaria und Gran Premio Giuliano-Città di Macerata. Ab 2005 fuhr Torosantucci für das Continental Team Universal Caffè. In seinem ersten Jahr dort gewann er den Giro Ciclistico del Cigno, die Trofeo Internazionale Bastianelli und Gara Ciclistica Milionaria. 2008 gewann er das Etappenrennen Grand Prix Cycliste de Gemenc und 2009 die Serbien-Rundfahrt. Den letzten Sieg seiner Karriere erzielte er mit dem Gewinn der vierten Etappe der Tour of South Africa 2011. 
Nach der Saison 2011 beendete Torosantucci im Alter von 30 Jahren seine Karriere als Radrennfahrer. 

## Erfolge
2005
- Trofeo Internazionale Bastianelli
- Gara Ciclistica Milionaria

2008
- Gesamtwertung und Prolog Grand Prix Cycliste de Gemenc

2009
- Gesamtwertung und eine Etappe Serbien-Rundfahrt

2011
- eine Etappe Tour of South Africa